# Roaring Spring
Roaring Spring és una població dels Estats Units a l'estat de Pennsilvània. Segons el cens del 2000 tenia 2.418 habitants.

## Demografia
Segons el cens del 2000, Roaring Spring tenia 2.418 habitants, 1.019 habitatges, i 706 famílies. La densitat de població era de 1.167 habitants/km².
Dels 1.019 habitatges en un 30,3% hi vivien nens de menys de 18 anys, en un 54,1% hi vivien parelles casades, en un 11,3% dones solteres, i en un 30,7% no eren unitats familiars. En el 27,2% dels habitatges hi vivien persones soles el 14,5% de les quals corresponia a persones de 65 anys o més que vivien soles. El nombre mitjà de persones vivint en cada habitatge era de 2,37 i el nombre mitjà de persones que vivien en cada família era de 2,88.
Per edats la població es repartia de la següent manera: un 22,5% tenia menys de 18 anys, un 9,3% entre 18 i 24, un 28% entre 25 i 44, un 23,3% de 45 a 60 i un 16,8% 65 anys o més.
L'edat mediana era de 38 anys. Per cada 100 dones de 18 o més anys hi havia 83,9 homes.
La renda mediana per habitatge era de 35.329 $ i la renda mediana per família de 42.370 $. Els homes tenien una renda mediana de 31.643 $ mentre que les dones 24.352 $. La renda per capita de la població era de 17.972 $. Entorn del 8% de les famílies i el 10,2% de la població estaven per davall del llindar de pobresa.

## Poblacions més properes
El següent diagrama mostra les poblacions més properes.